# Phanerotomella gigantea
Phanerotomella gigantea är en stekelart som beskrevs av Granger 1949. Phanerotomella gigantea ingår i släktet Phanerotomella och familjen bracksteklar. Inga underarter finns listade i Catalogue of Life.